# Östergötlands runinskrifter 186
Östergötlands runinskrifter 186, Ög 186, är en runsten som står rest vid Lunnevads folkhögskola utanför Sjögestad i Linköpings kommun. Stenen är av rödaktig granit och ristades under vikingatid, av slingans utformning att döma sannolikt under första hälften av 1000-talet (Se runstensstilar). Dess ursprungliga plats var vid Frackstad, någon kilometer från Lunnevad. Sin nuvarande placering fick den 1895. Östergötlands runinskrifter 186 är en av landskapets relativt få signerade runstenar.

## Translitteration
Inskriften lyder i translittererad form:
× kut × raisti × ifti × skara × sun sin × anun × hiu × siþu

## Översättning
Göt reste (stenen) efter Skäre (Skare), sin son. Anund högg sidan.